# Onda (movimento studentesco)

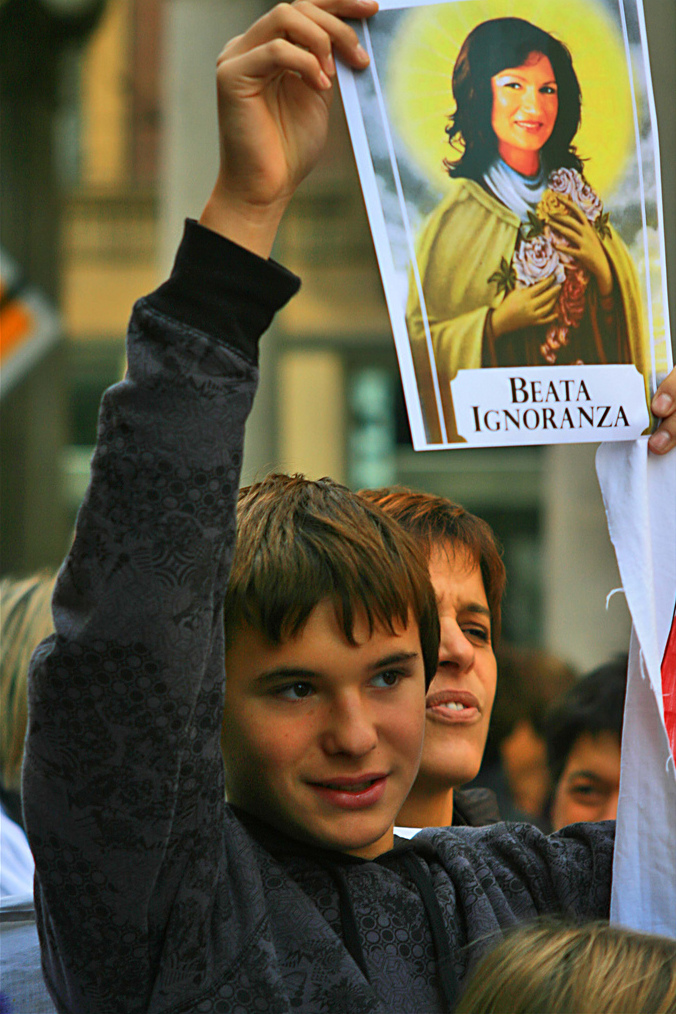
Beata Ignoranza: manifestazione contro la legge 133. 30 ottobre 2008

L'espressione "Onda" (o "Onda Anomala") è stata usata per designare complessivamente il movimento di studenti universitari e medi sviluppatosi negli atenei e nelle scuole superiori italiane nell'autunno del 2008.
La nascita di tale onda di proteste è legata all'approvazione, sotto il governo Berlusconi IV, dei decreti-legge n° 112/2008 e n° 137/2008, adottati durante l'estate e successivamente convertiti in legge (rispettivamente legge n° 133 del 6 agosto 2008 e legge n° 169 del 29 ottobre 2008), con cui è stato fortemente ridotto il Fondo per il Finanziamento Ordinario.

## Tematiche di interesse del movimento

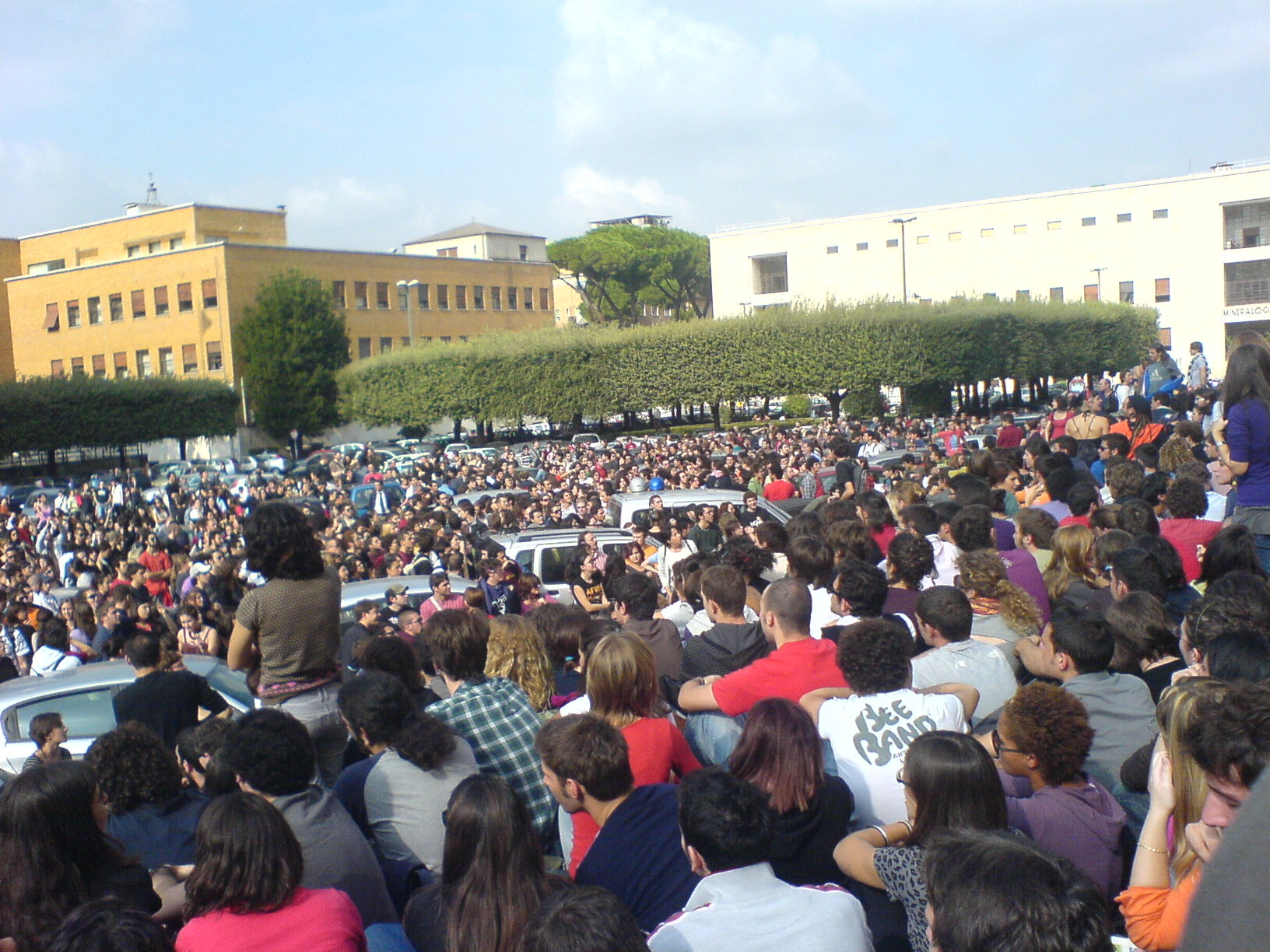
Assemblea di fronte al rettorato della Sapienza Università di Roma.

Le critiche che l'Onda ha mosso ai suddetti provvedimenti legislativi sono state principalmente di due ordini, giuridico e socio-economico.
- sotto il primo punto di vista, è stato obiettato che le leggi in questione violano, nella lettera e nella sostanza, la Costituzione Italiana, e più precisamente gli Articoli 3, 9, 33 e 34;
- sotto il secondo punto di vista, è stato messo in evidenza la scomparsa di numerosi posti di lavoro, l'abbassamento di qualità delle istituzioni della formazione che verrebbero subordinate a consigli d'amministrazione con partecipazione di privati e, quindi, alle logiche di mercato, con un conseguente aumento delle tasse universitarie tale da rendere l'Università inaccessibile ai meno abbienti.

Inoltre, i tagli sono stati presentati dal governo come un mezzo per combattere gli sprechi, ma è stato obiettato da un lato che il carattere indiscriminato dei tagli non colpisce gli sprechi in alcun modo, dall'altro che, nello stesso tempo, vengono varate dal Governo decisioni che comportano spese giudicate inopportune e inutili, come per esempio l'acquisto di lavagne multimediali per le scuole per un ammontare di 20 milioni di euro. Questa critica è stata esposta in maniera sempre più viva in particolare in relazione al panorama di degrado dell'edilizia pubblica scolastica che, nel periodo delle contestazioni, ha portato alla morte di uno studente di 17 anni durante un crollo del soffitto del Liceo Scientifico Statale "Charles Darwin"  di Rivoli. Le reazioni del movimento hanno portato a cortei spontanei e al blocco del Torino Film Festival che si svolgeva proprio in quei giorni nel capoluogo piemontese.
Inoltre, è stato rilevato che nei momenti di crisi economica è sconsigliabile tagliare sui settori della formazione, che sono considerati assolutamente necessari per il funzionamento di una società, delle sue istituzioni e della sua economia.
Da queste accuse il Presidente del Consiglio dei ministri Silvio Berlusconi, il ministro dell'economia e delle finanze Giulio Tremonti e il ministro dell'istruzione, dell'università e della ricerca Maria Stella Gelmini si sono sempre difesi, anche se gli esponenti del movimento si sono dichiarati sempre insoddisfatti da queste risposte.
In un'occasione, Berlusconi manifestò l'intenzione di inviare le forze dell'ordine nelle scuole e negli atenei a sedare le proteste.
D'altro canto, il 23 ottobre 2008 il Presidente emerito della Repubblica Italiana Francesco Cossiga, in un'intervista al Quotidiano Nazionale, propose al ministro dell'interno Roberto Maroni la sua soluzione per contenere il dissenso universitario nei confronti della Legge n° 133/2008: evitare di chiamare in causa la polizia, ma screditare il movimento studentesco infiltrando agenti provocatori, e solo allora, dopo i prevedibili disordini, "le forze dell'ordine non dovrebbero avere pietà e mandarli tutti in ospedale". Nell'affermare ciò Cossiga sosteneva che il terrorismo degli anni di piombo fosse partito proprio dalle università, e confermava implicitamente di avere già attuato una strategia simile quando egli stesso era stato ministro dell'interno.

## Estensione territoriale e sociale dell'adesione al movimento
Le proteste all'interno delle scuole (elementari e medie inferiori e superiori) sono state estese sostanzialmente a tutto il territorio italiano. Proteste universitarie sono sorte in numerose città italiane, mentre in varie capitali e città europee sono state organizzate, solitamente da studenti italiani in Erasmus, iniziative di solidarietà agli studenti italiani.

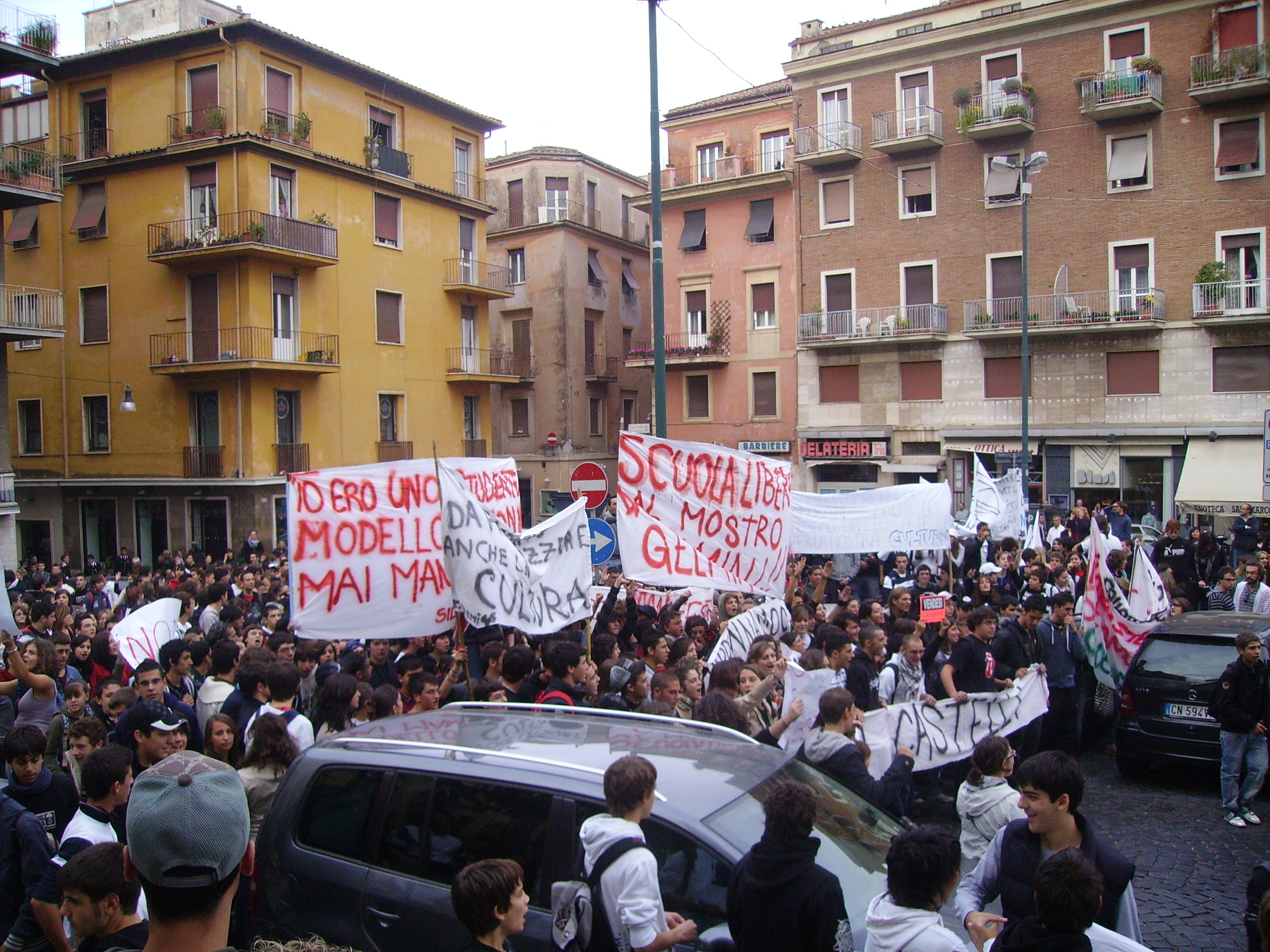
Frascati, 23 ottobre 2008: manifestazione studentesca del collettivo studentesco dei Castelli Romani in piazza San Pietro.

Nella maggior parte dei casi non si sono limitate agli studenti ma hanno coinvolto, in misura diversa, le altre categorie che si considerano socialmente colpite dai decreti, ovvero personale tecnico-amministrativo, ricercatori, professori.
Simmetricamente, sono sorti anche diversi piccoli gruppi di studenti che si sono schierati, invece, in difesa dei decreti in questione; i rappresentanti di questa fazione hanno sostenuto di rappresentare una maggioranza silenziosa, il che è stato fortemente messo in dubbio sia da altri studenti che da alcuni giornalisti, a cominciare da Michele Santoro nella sua trasmissione Annozero.
Oltre ad innumerevoli manifestazioni locali, cortei autorizzati e non, che hanno percorso tutte le città d'Italia dall'inizio di ottobre 2008, ha dato luogo a varie manifestazione nazionali con centinaia di migliaia di persone in occasione degli scioperi convocati da diversi sindacati:
- il 17 ottobre a Roma e a Milano 1º NO GELMINI DAY in occasione dello sciopero dei sindacati di base,
- il 30 ottobre 2º NO GELMINI DAY in moltissime città in occasione dello sciopero nazionale della scuola della CGIL,
- il 14 novembre a Roma, 3º NO GELMINI DAY in occasione dello sciopero nazionale dell'università della CGIL.
- il 12 dicembre in numerose città in occasione dello sciopero generale indetto dalla CGIL e dai sindacati di base.

Una settimana prima del 3º NO GELMINI DAY (14 novembre) si è tenuta la prima assemblea nazionale dell'Onda nel plesso didattico occupato di Viale Morgagni a Firenze, seguita poi 15 e 16 novembre da una seconda assemblea nazionale nelle aule dell'Università La Sapienza occupate dagli studenti.
Il movimento ha raggiunto il suo culmine alla fine di ottobre 2008, in concomitanza con l'approvazione in Parlamento della riforma Gelmini, mentre nelle settimane successive il seguito delle proteste è andato diminuendo. Le manifestazioni di protesta contro la riforma, e in generale contro il governo Berlusconi, sono tuttavia proseguite anche nei mesi successivi.
Il Movimento Studentesco dell'Onda Anomala è stato esplicitamente appoggiato da intellettuali come Ezio Mauro, Umberto Eco, Massimiliano Fuksas, Stefano Rodotà, Adriano Prosperi e Salvatore Settis.

## Proteste e ordine pubblico

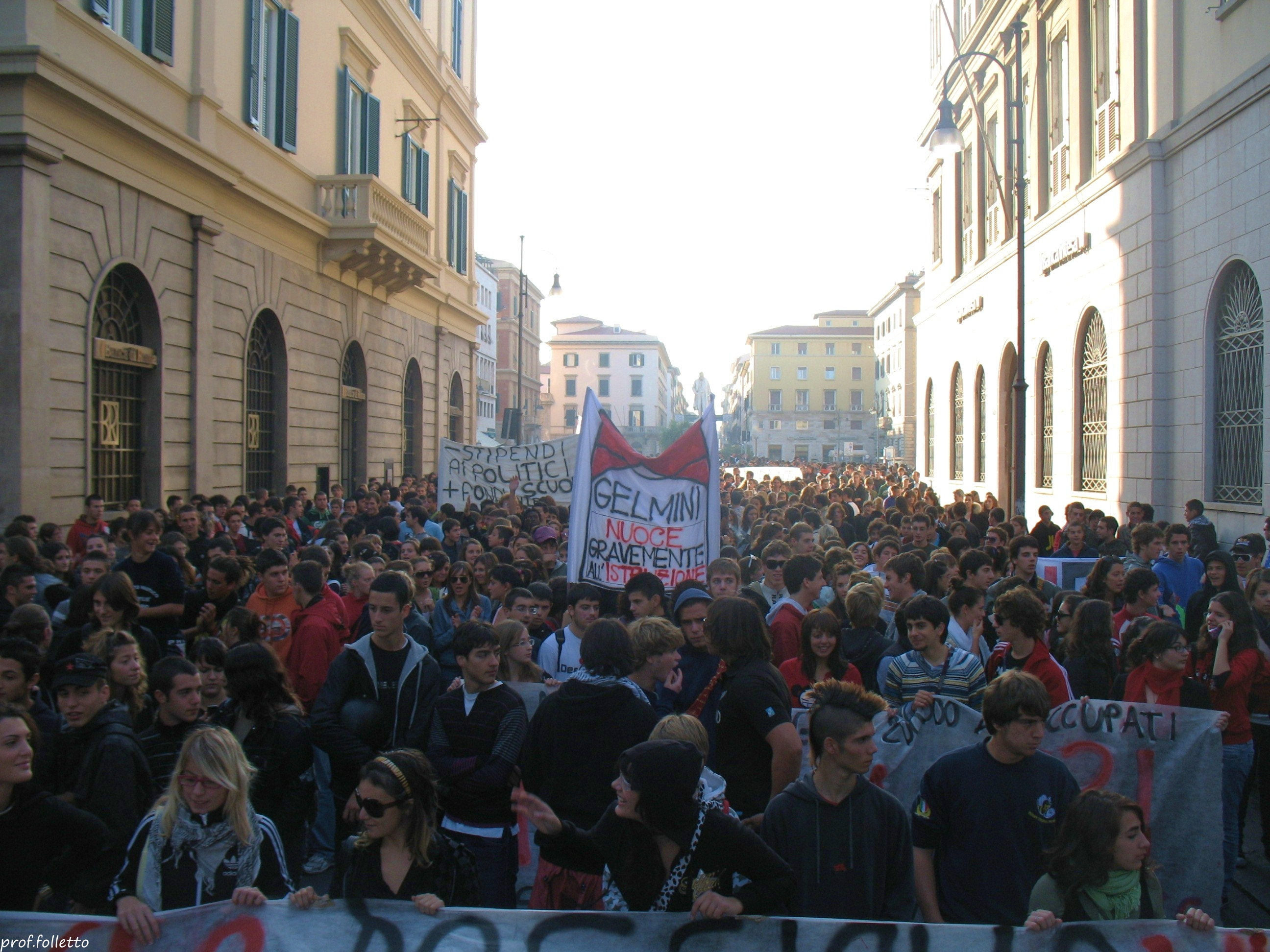
Manifestazione a Livorno del 20 ottobre

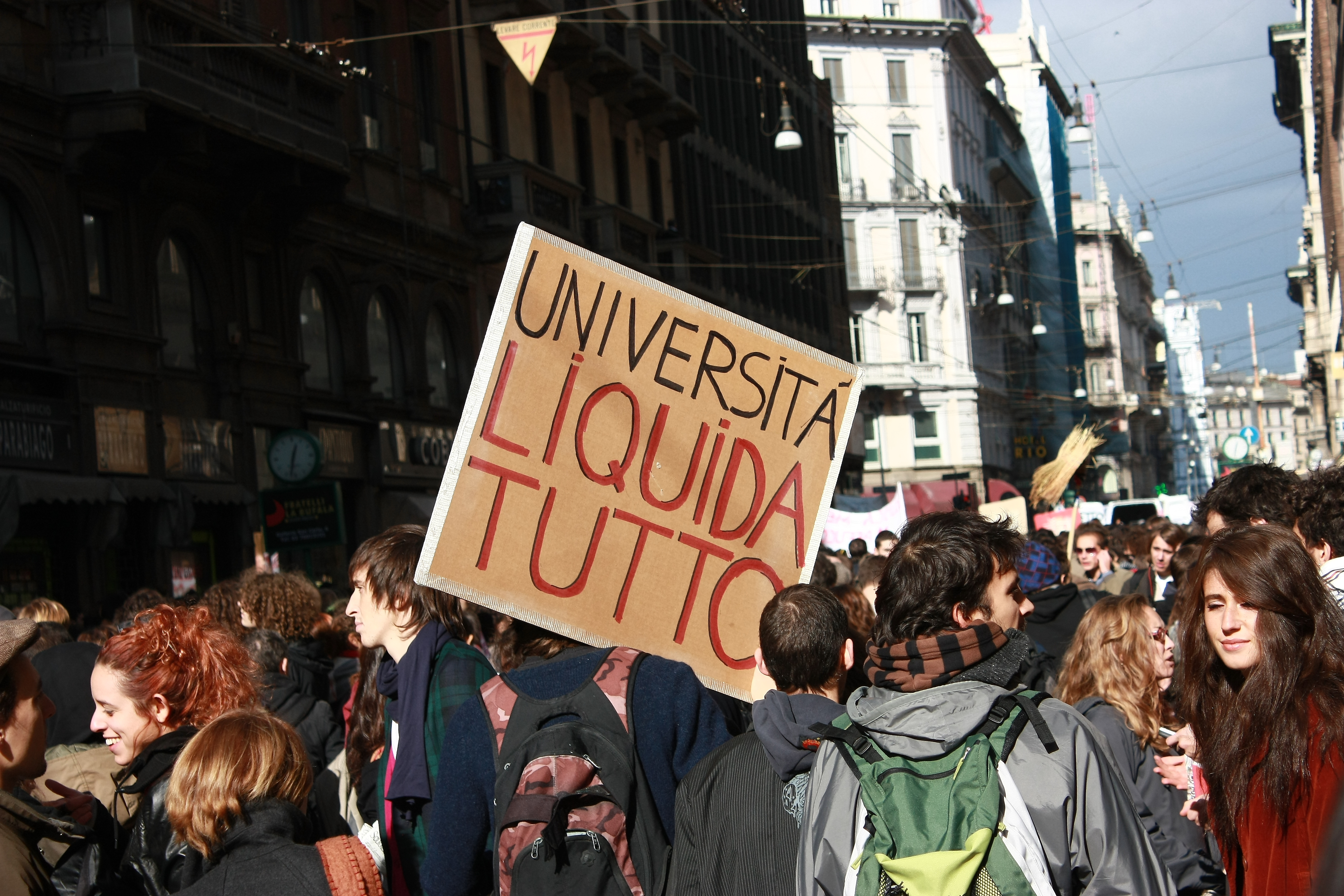
Manifestazione a Milano del 30 ottobre

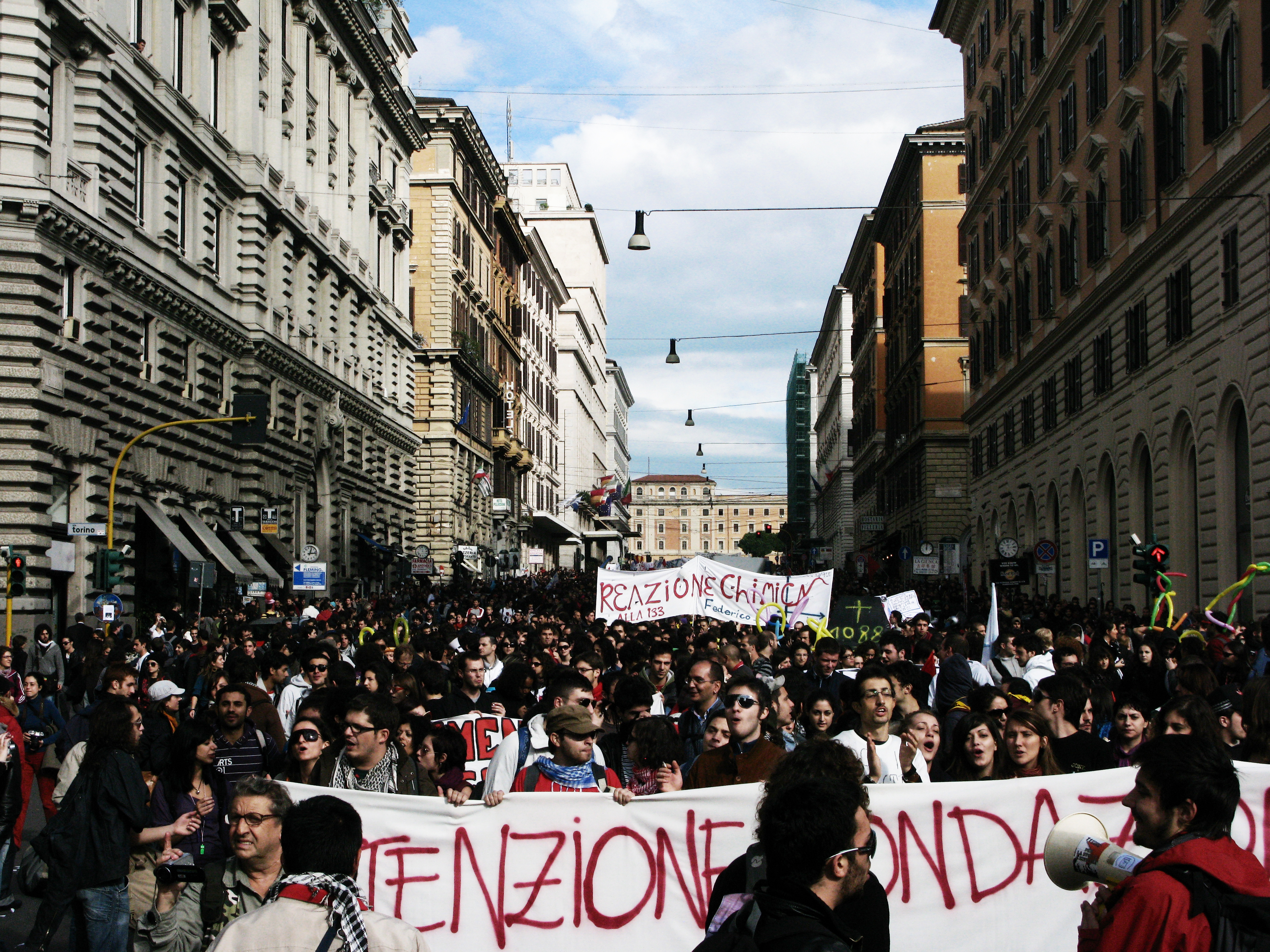
Manifestazione No Gelmini del 14 novembre 2008 a Roma

Le pratiche politiche del movimento dell'Onda rispecchiano generalmente quelle tradizionali dei movimenti studenteschi della seconda metà del ’900: cortei, manifestazioni stanziali (sit-in) e occupazioni di università e scuole. In particolare quest'ultima pratica ha fatto registrare la più grande ondata di occupazioni di facoltà universitarie dal 1977. Il movimento ha poi presentato una tendenza ad estendere le agitazioni studentesche quanto più possibile nel tessuto sociale metropolitano, utilizzando frequentemente la pratica della “manif-sauvage”: cortei spontanei, estemporanei e non autorizzati, che tendono a coinvolgere nel loro tragitto la circolazione stradale e la mobilità in generale fino ad arrivare al completo blocco stradale. Questi cortei spesso sono prima “interni”, ossia nascono negli spazi universitari nel cui itinerario sovente interrompono le lezioni che si svolgono nelle aule delle varie facoltà nell'ottica del blocco della didattica come forma di protesta. Spesso la pratica della "manif-sauvage" viene utilizzata anche in occasione di cortei autorizzati deviando dal percorso prestabilito e forzando i blocchi di polizia per proseguire oltre la destinazione autorizzata.
Questa tendenza si è via via generalizzata fino a comprendere in questa pratica anche azioni di disturbo e contestazione in occasione di eventi pubblici di rilievo (festival del cinema, incontri istituzionali di personalità politiche...) e di appuntamenti formali della vita universitaria (in particolare le inaugurazioni dell'anno accademico). Da qui l'apparizione di un altro slogan che sarebbe diventato un cavallo di battaglia degli studenti universitari: “Bloccheremo tutto!”. È in particolare con queste manifestazioni che l'Onda ha cominciato a muoversi fuori dalle università e dalle scuole e a creare l'attenzione mediatica attorno a sé. Di seguito una cronologia degli episodi più significativi:
- 6 ottobre 2008 il polo scientifico dell'Università degli Studi di Firenze viene occupato dagli studenti in seguito ad un'assemblea straordinaria, dando inizio alle mobilitazioni studentesche a Firenze.[15]
- 8 ottobre vengono occupati all'Università di Pisa il polo didattico "Carmignani" e il rettorato in seguito ad un'assemblea straordinaria autoconvocata che ha riempito Piazza dei Cavalieri. Nelle ore successive dall'ufficio stampa del rettorato occupato viene proclamato lo stato di agitazione permanente.[16]
- 14 ottobre alla Sapienza di Roma un corteo interno parte dalla facoltà di lettere e blocca le lezioni. Viene occupata l'Aula 6 e viene proclamato lo stato di “agitazione permanente”[17]
- 15 ottobre sempre alla Sapienza un altro corteo interno sfila per le facoltà dell'ateneo. A Napoli un corteo spontaneo parte dall'università Federico II e percorre le strade del centro.[18]
- 16 ottobre dalla Sapienza di Roma dopo un'assemblea d'ateneo generale si muove un corteo non autorizzato che attraversa le strade della città e, dopo una contestazione al Ministero dell'Economia e delle Finanze, occupa i binari della stazione Termini.[19][20][21]
- 17 ottobre in occasione dello sciopero nazionale del sindacalismo di base a Roma migliaia di studenti deviano dal percorso del corteo e raggiungono il palazzo del Ministero dell'Istruzione sul lungotevere dopo aver sfondato un cordone di carabinieri.[22]
- 20 ottobre 15.000 studenti sfilano per le strade di Palermo in un corteo non autorizzato partito dalla facoltà di Lettere e Filosofia in viale delle Scienze.[23][24] 8.000 studenti scendono in piazza a Livorno, dopo un lungo corteo per la città, al termine della manifestazione gli studenti occupano la Fortezza Nuova per due giorni.[25][26]
- 21 ottobre a Torino dopo un corteo spontaneo viene occupato Palazzo Nuovo;[27] a Milano, Firenze e a Napoli migliaia di studenti si riversano per le strade in cortei spontanei.[28] A Bologna durante un corteo non autorizzato viene occupata la stazione.[29][30] A Roma si celebra l'"assedio" al senato accademico.[31]
- 22 ottobre All'Università di Cagliari l'occupazione della facoltà di Scienze politiche dà il via a una serie di proteste che coinvolgerà tutto l'ateneo.
- 23 ottobre a Roma un corteo di circa 15 000 studenti parte dalla Sapienza per dirigersi verso il Senato. Giunto a Palazzo Madama il corteo stazionerà per alcune ora lanciando slogan e insulti contro il governo.[32]
- 24 ottobre a Venezia più di 2.000 studenti si dirigono in corteo a Rialto e bloccano il ponte.[33] A Roma nel pomeriggio circa 3.000 studenti si muovono in corteo dall'università La Sapienza e raggiungono in metropolitana (scavalcando i tornelli di ingresso) l'Auditorium, dove si sta svolgendo il Festival del Cinema, bloccando l'ingresso per diverse ore.[34]
- 26 ottobre a Roma e Napoli nascono cortei spontanei di studenti medi.[35] Il corteo romano terminerà con un nuovo sit-in sotto al Senato.
- 28 ottobre a Torino, Venezia, Roma e Palermo si moltiplicano i cortei spontanei. A Roma la mobilitazione più intensa, con sette cortei che da vari punti della città confluiscono nuovamente sotto il Senato dando vita ad un sit-in che si protrarrà fino a tarda sera.[36][37][38]
- 29 ottobre il giorno dell'approvazione della legge Gelmini al Senato si generano proteste in tutta Italia con cortei e blocchi stradali e ferroviari: a Milano cortei spontanei paralizzano la circolazione della città e vengono occupati i binari della stazione di Lambrate.[39] A Napoli gli studenti in corteo bloccano i binari della stazione centrale.[40][41] A Palermo un corteo non autorizzato blocca le strade del centro.[42] A Roma migliaia di studenti raggiungono in corteo Palazzo Madama e presidiano piazza Navona per molte ore.[43] Cortei spontanei si verificano anche a Torino, Alessandria, Bologna, Salerno, Firenze, Padova, Venezia, Cagliari, Genova, Catanzaro, Potenza e Messina.[44]
- 30 ottobre in occasione dello sciopero nazionale della scuola dalla CGIL, gli studenti dell'Onda manifestano in molte città d'Italia. Nella capitale si creano altri cortei, spontanei e non, oltre a quello promosso dal sindacato e che terminerà con un comizio in una piazza del Popolo gremita di lavoratori e studenti.[45] Il corteo studentesco partito dall'università La Sapienza va in direzione della piazza di concentramento promossa dal sindacato ma appena prima devia dal percorso autorizzato: migliaia di studenti raggiungono il Ministero dell'Istruzione dando vita ad un "assedio" simbolico.[46][47]
- 7 novembre a Milano dopo l'irruzione degli universitari negli uffici della Statale[48] gli studenti danno vita ad un corteo non autorizzato che sfila per le strade del centro.[49][50] A Pisa studenti medi ed universitari occupano la stazione ferroviaria per più di due ore.[51] Cortei spontanei anche a Bologna, Modena e Parma.[52][53][54] A Roma una manifestazione non autorizzata di 30 000 studenti, medi ed universitari, attraversa la città creando notevoli disagi alla circolazione stradale.[55]
- 14 novembre a Roma in occasione dello sciopero nazionale dell'università, viene convocata una grande manifestazione nazionale del movimento studentesco. Un corteo di 350.000 studenti e ricercatori precari sfila per le strade del centro e prosegue oltre la fine del percorso autorizzato per raggiungere Montecitorio, che verrà simbolicamente assediato per l'intera giornata.[56][57][58] A Catania, alla fine del corteo, viene occupato il rettorato dell'università.[59]
- 14-15-16 novembre a Roma alla fine della grande manifestazione studenti e ricercatori precari tornano in corteo nella città universitaria della Sapienza occupata, si riuniscono in un'enorme assemblea plenaria inaugurando la tre giorni di discussione convocata per discutere e stendere il "Manifesto per l'autoriforma dal basso dell'università"[60] dal movimento nazionale dell'Onda. La sera hanno luogo grandi festeggiamenti attorno alla statua della Minerva e largo tutta la città universitaria e gli studenti giunti da tutta Italia trovano riparo per la notte nelle facoltà occupate. Sabato 15 iniziano i lavori per l'autoriforma articolati in tre grandi workshop tematici, presieduti dai collettivi romani appartenenti alla "rete per l'autoformazione - Uniriot" (il Collettivo della facoltà di Lettere, il collettivo azert della facoltà di Filosofia e il collettivo SP² della facoltà di Scienze Politiche) e al "Coordinamento dei collettivi studenteschi" (Collettivo della facoltà di Psicologia, il Collettivo della facoltà di Fisica, il Collettivo della facoltà di Giurisprudenza). Si volgono l'assemblea per la riforma della Didattica nell'aula magna della facoltà di Lettere, l'assemblea per la riforma del Welfare studentesco nell'aula 6 della facoltà di Scienze Politiche, l'assemblea per la riforma della Ricerca nell'aula Amaldi di Fisica. Domenica 16 ha luogo l'assemblea conclusiva in cui si da lettura delle rivendicazioni e dei progetti di riforma fuoriusciti dai Workshop.[61]
- 23 novembre a Torino gli studenti scendono in corteo spontaneo per protestare contro lo stato dell'edilizia scolastica dopo il crollo del soffitto del liceo Darwin di Rivoli che ha portato alla morte dello studente Vito Scafidi. Successivamente irrompono al Torino Film Festival interrompendo le proiezioni.[62]
- 28 novembre a Roma centinaia di studenti della Sapienza fanno irruzione nell'Aula Magna del rettorato bloccando la cerimonia di inaugurazione dell'Anno Accademico.[63][64] Successivamente gli studenti scendono in corteo per le strade limitrofe alla zona universitaria bloccando il traffico.[65] A Torino centinaia di studenti universitari bloccano il centro cittadino per dirigersi verso la struttura di "Torino Incontra" dove si sta svolgendo il convegno sul futuro della città promosso dal comune di Torino e dall'Associazione Torino Internazionale. A Bologna gli studenti fanno irruzione nella sede dell'UniCredit di via Rizzoli per protestare contro la socializzazione delle perdite degli istituti bancari.[66]
- 12 dicembre il movimento organizza una giornata di "sciopero generale generalizzato" su scala nazionale insieme alla CGIL e ai Cobas.[67] In più capoluoghi i cortei degli studenti deviano dal percorso autorizzato e occupano i consolati greci in solidarietà al movimento ellenico che in quei giorni protesta per la morte dell'anarchico quindicenne Alexandros Grigoropoulos.[68]
- 18 marzo 2009 in tutta Italia, nel giorno dello sciopero dei lavoratori della conoscenza, indetto dalla Flc-Cgil, l'onda torna in piazza.[69]
- 28 marzo il movimento dell'Onda aderisce alla manifestazione nazionale del sindacalismo di base (CUB, Cobas, SdL) contro il G14 dei ministri del welfare sulla crisi.[70][71][72]
- 4 aprile 300 studenti dell'Onda partono dalla Sapienza per dirigersi al Ministero dell'Istruzione che verrà bersagliato con un fitto lancio di scarpe (contestazione simbolica comune in tutta Europa che richiama il lancio della scarpa del cronista iracheno al Presidente degli Stati Uniti George W. Bush nel dicembre del 2008).[73] Gli studenti sfilano per le strade di Roma e occupano piazza del Campidoglio esponendo un grande striscione per contestare il protocollo sui cortei che regolamenta le manifestazioni pubbliche nella capitale.[74]
- 19 maggio circa 10.000 studenti sfilano per le strade di Torino contro quello che viene definito "l'insostenibile G8 dell'università", il G8 University Summit, un incontro internazionale che vede la presenza di 41 rettori delle università italiane e rappresentanze di oltre 200 atenei di tutto il mondo.[75][76]
- 5 ottobre 2.000 studenti scendono in corteo a Pisa per contestare la presenza dei ministri Gelmini e Brunetta ad un convegno organizzato dal CNR. I due ministri diserteranno l'appuntamento.[77]

### Gli scontri
Non sono mancati durante il periodo delle proteste degli episodi relativi a problemi di ordine pubblico. Si sono infatti verificati tafferugli e confronti fisici con le forze dell'ordine che sono più volte intervenute per arginare le contestazioni, in particolare durante gli episodi di protesta non autorizzati.
- 21 ottobre 2008 a Milano un corteo non autorizzato di oltre 2.000 studenti tenta di entrare nella stazione di Milano Cadorna. Agenti di polizia e carabinieri in assetto antisommossa presidiano l'ingresso e manganellano gli studenti.[78][79][80][81]
- 24 ottobre a Roma durante l'irruzione al Festival del Cinema la Celere carica più volte gli studenti universitari per allontanarli dall'ingresso nelle sale dell'Auditorium.[82]
- 29 ottobre a Milano un corteo non autorizzato di studenti medi che aveva occupato i binari della stazione di Milano Lambrate viene caricato dai carabinieri della brigata mobile in piazza Meda.[83][84][85]. A Roma si verificano incidenti tra studenti a Piazza Navona (vedere paragrafo sotto).
- 7 novembre a Roma un corteo non autorizzato dopo aver sfilato sotto il Ministero dell'Istruzione viene caricato dalla Celere presso la Piramide Cestia dopo che alcuni studenti avevano provato ad entrare nella stazione ferroviaria Roma Porta San Paolo. Negli scontri rimane coinvolta anche una giornalista di Repubblica.[86][87][88][89]
- 18 marzo 2009 a Roma un notevole spiegamento di forze dell'ordine presidia ogni ingresso dell'università La Sapienza e impedisce agli studenti di uscire in corteo dall'area universitaria. In seguito alle cariche di Polizia e Carabinieri in piazzale Aldo Moro si verificano scontri nelle altre uscite della Città Universitaria dove gli studenti reagiranno alle manganellate con lancio di pietre e scarpe.[69][90][91][92] Dopo questi episodi il Ministro Renato Brunetta ha definito gli studenti dell'Onda "guerriglieri" e ha esortato a trattarli come tali.[93][94]
- 11 maggio diverse cariche agli studenti medi fiorentini davanti al liceo Michelangelo.[95]
- 18 maggio in occasione del G8 University Summit alcuni cortei spontanei di studenti universitari si formano per le strade di Torino. La polizia interviene per disperderli.[96]
- 19 maggio a Torino si verificano gli scontri più violenti tra studenti e polizia dalla nascita del movimento. Alla fine del corteo nazionale contro il G8 University Summit centinaia di studenti tentano di forzare il cordone di sicurezza intorno a Palazzo Valentino, luogo di svolgimento del summit. La polizia risponde con il lancio di numerosi lacrimogeni. Dopo mezz'ora di scontri il bilancio è di 19 agenti feriti e contusi e di 2 arresti tra i dimostranti.[97][98][99][100][101]
- 11 giugno a Roma, all'Università La Sapienza, in una città universitaria militarizzata e presidiata da numerosi agenti di PS, carabinieri e mezzi blindati, gli studenti dell'Onda romana contestano la visita del Presidente della Libia Muʿammar Gheddafi per le politiche sull'immigrazione italo-libiche. Ne nasce un fronteggiamento tra studenti e ffoo.[102][103]
- 28 settembre a Bologna 500 studenti dell'Onda per contestare il ministro degli Interni Roberto Maroni nel merito delle politiche sull'immigrazione tentano di sfondare il cordone della polizia che difende il convegno a cui partecipa il ministro. Alla manifestazione degli studenti prenderanno parte anche degli ultras bolognesi.[104]
- 17 novembre in occasione della giornata mondiale dello studente si verificano dei tafferugli durante il corteo di Milano.[105] Vengono effettuati fermi e arrestati due studenti che verranno rilasciati il giorno successivo.[106]
- 11 dicembre nella giornata di mobilitazione studentesca generale per il rilancio del movimento su scala nazionale[107] si verificano scontri a Roma, dove il corteo degli studenti impatta contro il cordone della polizia a piazza dei Cinquecento (dopo la revoca dell'autorizzazione al percorso del corteo da parte della questura)[108], e a Torino.[109][110]

#### I fatti di Piazza Navona
Tra gli incidenti più gravi avvenuti nell'ambito delle proteste studentesche vi sono gli scontri avvenuti a Roma il 29 ottobre 2008, giorno dell'approvazione della legge Gelmini, a Piazza Navona, questa volta tra studenti di opposta fazione e non tra studenti e forze dell'ordine. Durante il sit-in organizzato dagli studenti medi fin dalla mattina si verificano degli scontri verbali tra studenti di sinistra e la componente minoritaria di estrema destra organizzata nel gruppo Blocco Studentesco, che aveva sposato la causa della protesta e si era inserita nel movimento (alcune sigle studentesche dicono nel tentativo di egemonizzarlo). Già nei giorni immediatamente precedenti si erano verificate frizioni nei cortei degli studenti medi a causa della volontà degli studenti neofascisti di conquistare a tutti i costi la testa dei cortei e per il lancio di slogan inneggianti al Duce. La mattina del 29 il confronto verbale diventa fisico quando un gruppo di militanti di Blocco Studentesco aggredisce a colpi di cinghie un folto gruppo di studenti medi inermi e si rende autore di veri e propri pestaggi. Le aggressioni verranno poi documentate dalle immagini trasmesse dal programma "Chi l'ha visto?" in onda su Raitre il successivo 3 novembre.
A seguito di questi fatti gli studenti antifascisti grazie ad un tam-tam di telefonate fa arrivare la notizia al corteo degli universitari de La Sapienza tramite la stazione radiofonica Radio Onda Rossa e il sito Indymedia Il corteo degli universitari, che aveva in programma di raggiungere il sit-in nelle ore successive, anticipa la partenza e circa 500 studenti, di cui molti equipaggiati di caschi, raggiungono Piazza Navona gridando slogan antifascisti e intonando la canzone partigiana "Bella Ciao". Ne nasce un fronteggiamento a distanza che degenera velocemente in scontri fisici. Si assiste al lancio di sedie dei caffè all'aperto della piazza da parte degli studenti antifascisti contro gli studenti neofascisti che nel frattempo si erano armati di caschi e mazze (manici di piccone) avvolte in bandiere tricolori. Gli scontri si estinguono con l'intervento degli agenti di polizia che disperdono la folla ed effettuano numerosi fermi. A seguito degli scontri viene arrestato e poi denunciato a piede libero per resistenza a pubblico ufficiale e lesioni un uomo di 33 anni impiegato del settore organizzazione del Partito della Rifondazione Comunista e un ragazzo di 19 anni di Blocco Studentesco che viene successivamente rilasciato. In seguito vengono iscritti nell'albo degli indagati 37 persone, 21 appartenenti al Blocco Studentesco e 15 appartenenti all'estrema sinistra. Quest'evento segna la fine della presenza, seppur marginale, dell'estrema destra nel movimento dell'Onda, che si posizionerà su un'impostazione esplicitamente antifascista, facendo proprio lo slogan "Siamo tutti antifascisti!", che verrà più volte ripetuto nei cortei dei giorni successivi.

## La figura di "Anna Adamolo"
Il 14 novembre 2008 da una iniziativa del movimento studentesco dell'Onda Anomala fa la sua prima apparizione su internet "Anna Adamolo", una figura virtuale ("Anna Adamolo" è un'anagramma di "Onda Anomala"), ed usata come rappresentazione di tutte le voci dell'Onda. Viene presentata come nuovo ministro Onda (riferimento sarcastico ai ministri ombra del Partito Democratico) dell'istruzione, dell'università e della ricerca, "sostituendo" Maria Stella Gelmini.
Da quella data, la figura di "Anna Adamolo" è comparsa in diverse manifestazioni del movimento, a personificare le rivendicazioni portate avanti dai vari componenti.

## Il movimento nella prospettiva storica

Roma, 1968: manifestanti in protesta davanti alla facoltà di lettere e filosofia dell'Università La Sapienza.

Milano, anni settanta: un gruppo del Movimento Studentesco nella Galleria Vittorio Emanuele II.

Negli ultimi decenni in Italia si sono succeduti movimenti studenteschi di grande portata. In alcuni casi essi erano contemporanei ad altri movimenti di protesta sollevatisi nel resto d'Europa e del mondo come il Sessantotto, in altri casi invece erano solo sintomo di un disagio tutto italiano come il movimento del Settantasette e la "Pantera" del 1989/1990. A volte, soprattutto negli anni sessanta, i movimenti studenteschi si sono accompagnati a importanti cambiamenti sociali.
In Italia come nel resto del mondo, sono diversi i precedente storici dell'Onda. Fin dai primi anni sessanta, anni di crescita economica e di accumulo di tensioni sociali e politiche, maturarono le basi di quel movimento che ebbe il suo culmine nel Sessantotto. Tutto il mondo subì una forte scossa nel 1968: dal movimento per i diritti civili negli Stati Uniti d'America all'assassinio di Ernesto Che Guevara in Bolivia, dalla mobilitazione contro la guerra del Vietnam in tutto il mondo occidentale alla grande rivoluzione culturale nella Repubblica Popolare Cinese, dalla Primavera di Praga in Cecoslovacchia al maggio francese in Francia, dalle mobilitazioni popolari e studentesche in Polonia, Giappone, Messico, Jugoslavia, Repubblica Federale Tedesca al sodalizio "studenti-braccianti-operai" che animò le proteste in Italia. In Italia il '68 produsse un'onda lunga che si sviluppò grazie all'attività di associazioni come il Movimento Studentesco e le organizzazioni della sinistra extraparlamentare che proseguirono le lotte politiche all'interno delle università e delle scuole per tutti gli anni settanta. Una nuova protesta studentesca, questa volta prettamente italiana e caratterizzata da un rifiuto rivoluzionario del sistema dei partiti e dei sindacati, scoppiò tra il 1976 ed il 1978 ed è nota come movimento del Settantasette e coincise con l'anno di fuoco del periodo dei cosiddetti "anni di piombo". Alla fine degli anni ottanta, alla vigilia del crollo del muro di Berlino e dell'inizio della cosiddetta era post-moderna, esplose in Italia il movimento studentesco della Pantera. Nuove proteste organizzate scoppiarono diffusamente, a livello solo italiano, in occasione della pubblicazione della riforma Berlinguer (1997) e maggiormente per la contestata riforma Moratti nel periodo 2003/2005.
Il movimento dell'Onda si inserisce, a partire dal suo slogan più diffuso e caratterizzante: "Noi la crisi non la paghiamo", nel contesto internazionale della grande recessione e di una scarsa credibilità del mondo politico, oltre che di un disagio sociale sempre maggiore, quantomeno in tutta Europa. L'Unione Europea degli Studenti è la cassa di risonanza delle proteste studentesche che si verificano nel continente, e condivide la lotta degli studenti italiani che si oppongo al piano di riforma del governo Berlusconi IV. Si parla già di una sorta di una European Anomalous Wave ("onda anomala europea"), dopo le manifestazioni studentesche davanti alle sedi diplomatiche italiane in Francia, nel Regno Unito, in Spagna, in Belgio, nei Paesi Bassi ed in Germania ma soprattutto dopo le altre rivolte studentesche e giovanili che si sono sviluppate in Europa: in Grecia, le manifestazioni universitarie sono esplose in un vortice di violenza provocato dall'assassinio di Alexandros Grigoropoulos, un giovane anarchico di 15 anni da parte delle forze dell'ordine; in Francia a seguito delle proposte di riforma della scuola secondaria avanzate dal governo di Nicolas Sarkozy, poi ritirate.
L'Onda si definiva come movimento apartitico. Da più parti all'interno del movimento, è stata espressa la volontà di prendere le distanze dalle forze politiche istituzionali, siano esse di sinistra, di centro o di destra (rappresentativo è stato di Beppe Grillo dal corteo studentesco del 30 ottobre 2008 a Bologna, al grido di "Non vogliamo le primedonne!"). Tuttavia, non sono mancate manifestazioni di chiara appartenenza politica durante le manifestazioni, soprattutto dovuta all'intervento nelle manifestazioni di formazioni di estrema destra, che pur sforzandosi di celare la loro identità, hanno finito per generare contrapposizioni tra studenti: proprio questi sono stati i fattori scatenanti dei famigerati scontri tra studenti di destra e sinistra a piazza Navona a Roma il 29 ottobre. Nel corso della protesta infatti la maggioranza degli studenti si è dimostrata decisa sostenitrice dei valori dell'antifascismo: frequenti sono stati i riferimenti alla resistenza italiana contro il nazi-fascismo ed alla tradizione democratica della società italiana: è stato frequentemente citato nei cortei il celebre discorso a difesa della scuola nazionale di Piero Calamandrei, pronunciato a Roma l'11 febbraio 1950.

## Polemiche e la questione delle occupazioni
Sul movimento studentesco sono nate numerose polemiche riguardo alle accuse di strumentalizzazione degli studenti mosse dal centrodestra in particolare alle forze politiche di sinistra. Non sono mancate anche posizioni apertamente critiche rispetto al movimento dell'Onda. È il caso ad esempio di Ernesto Galli della Loggia, noto editorialista del Corriere della Sera, che dopo aver considerato la necessità di una riforma della scuola in senso maggiormente autoritario e semplificativo, si è schierato assieme alla ministra Mariastella Gelmini in un dibattito pubblico tenutosi il 1º agosto 2008 a Capalbio, criticando la protesta studentesca fin dal suo esordio.

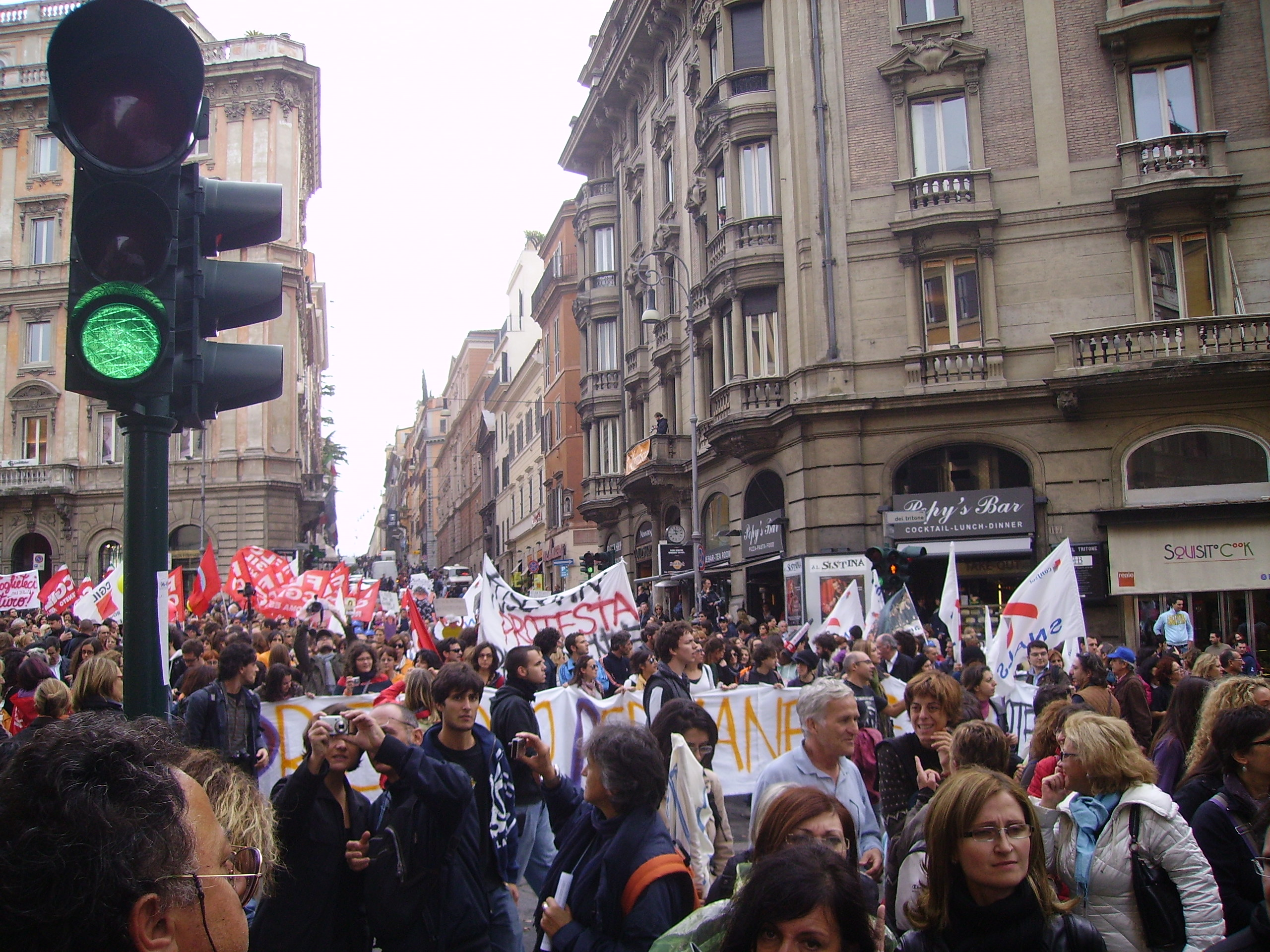
Roma, 30 ottobre 2008: il tratto finale di via Sistina presso piazza Barberini al passaggio del ramo principale del corteo contro la politica scolastica del governo.

Anche l'economista ed editorialista del Corriere della Sera Francesco Giavazzi ha reso pubblico il suo appoggio alle scelte governative in merito all'università pubblica e ha espresso la sua critica alla protesta studentesca, venendo sottoposto a dure critiche da parte del movimento.
Mario Giordano, direttore de Il Giornale, quotidiano di proprietà della famiglia Berlusconi schierato in prima fila nella critica alla protesta studentesca, ha scritto una lettera aperta agli studenti in protesta, dopo aver criticato lo stato attuale dell'università pubblica ed aver espresso il proprio parere negativo sugli scioperi.
Un altro argomento che ha suscitato molte polemiche è stato l'atteggiamento del governo rispetto alla questione delle occupazioni delle scuole superiori e delle università che si sono verificate su tutto il territorio nazionale. In quanto invasione di terreno o edificio ed interruzione di pubblico servizio -i n caso di presenza di un custode all'interno dell'edificio, anche sequestro di persona -, come è prassi il dirigente scolastico, il rettore o qualsiasi lavoratore della scuola che sia nell'edificio in veste di pubblico ufficiale può chiamare le forze dell'ordine non appena l'edificio venga occupato in caso di mancata soluzione pacifica della questione. In seguito al proliferare delle occupazioni il Presidente del Consiglio Berlusconi dichiarò:
(Silvio Berlusconi, Roma, 22 ottobre 2008.)
La dichiarazione ha suscitato forti reazioni, specie in relazione con quanto dichiarato dal Presidente emerito della Repubblica Italiana Francesco Cossiga il giorno seguente sul Quotidiano Nazionale:
(Francesco Cossiga, intervista a Quotidiano Nazionale, 23 ottobre 2008.)
Così il giorno seguente alla dichiarazione sopra riportata, il presidente Berlusconi - in visita di stato nella Repubblica Popolare Cinese - corresse la mira della sua precedente affermazione:
(Silvio Berlusconi, Pechino, 23 ottobre 2008.)
La correzione ha suscitato altre polemiche circa la coerenza delle affermazioni del capo del governo.